# El principito (película de 2015)
El principito (título original: Le Petit Prince) es un filme francés de animación por computadora y animación stop motion, dirigido por Mark Osborne. Irena Brignull escribió el guion basado en la novela de 1943 del mismo nombre escrita por Antoine de Saint-Exupéry. Es la primera versión animada de El principito, el largometraje usa animación stop motion para el cuento y animación por computadora para la narración adicional.
Yumi Matsutoya escribió el tema principal del estreno japonés de la película, titulado "Kidzukazu Sugita Hatsukoi".

## Sinopsis
Esta película es una adaptación libre de la novela de Saint-Exupéry. Más bien, toma elementos del cuento para crear una historia original de una niña que tiene que lidiar con una madre obsesiva que quiere que su hija crezca muy rápido. En el trayecto ellas se mudan y su vecino es muy divertido y relajado, esto no es del agrado de la madre de la niña. La niña se hace muy amiga del introvertido vecino, y descubre una historia bella de un niño que se encuentra con un aviador al cual le cuenta su historia en el desierto. Pasa tanto tiempo leyendo la historia con su vecino, que no hace las tareas impuestas por su madre y descubre que su vecino es el aviador y que el niño supuestamente murió, ya que tras no tener opción se lo entrega a una serpiente. El vecino se enferma y la niña va en busca de "El principito" quien ya debe ser adulto.              

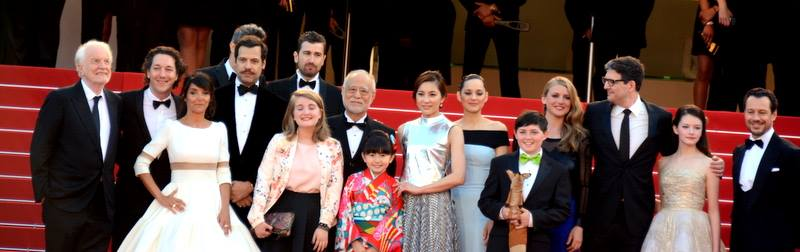
Reparto de voces francesas del principito.

## Reparto de voces
| Personaje          | Voz en francés      | Voz en inglés    | Voz en español latino   |
| ------------------ | ------------------- | ---------------- | ----------------------- |
| El principito      | Andrea Santamaria   | Riley Osborne    | José Juan Hernández     |
| Niña               | Clara Poincaré      | Mackenzie Foy    | Melissa Gutiérrez       |
| El aviador         | André Dussollier    | Jeff Bridges     | Manuel "El Loco" Valdés |
| Madre              | Florence Foresti    | Rachel McAdams   | Cecilia Suárez          |
| Príncipe           | Guillaume Canet     | Paul Rudd        | Sebastián Aguirre       |
| La Rosa            | Marion Cotillard    | Marion Cotillard | Cony Madera             |
| El Zorro           | Vincent Cassel      | James Franco     | José Gilberto Vilchis   |
| La Serpiente       | Guillaume Gallienne | Benicio del Toro | Carlos Segundo Bravo    |
| Vanidoso           | Laurent Lafitte     | Ricky Gervais    | Ricardo Tejedo          |
| El Rey             |                     | Bud Cort         | Jesse Conde             |
| Maestro            |                     | Paul Giamatti    | José Luis Orozco        |
| Hombre de negocios | Vincent Lindon      | Albert Brooks    | Rubén Moya              |

## Banda Sonora
| Canción                                            | Intérprete              | Notas                         |
| -------------------------------------------------- | ----------------------- | ----------------------------- |
| Don't let it bother you                            | Clara Alejandra Drubich |                               |
| Le tour de France en diligence, suis moi, equation | Camille Dalmais         |                               |
| Somewhere only we know                             | Lily Allen              | Cover de una canción de Keane |
| Salvation                                          | Gabrielle Aplin         |                               |

## Premios

### Premios César
| Año  | Categoría                         | Nominado     | Resultado |
| ---- | --------------------------------- | ------------ | --------- |
| 2016 | César a la Mejor película animada | Mark Osborne | Ganador   |